# Darren Baker
Darren Baker (San Francisco, 13 de juny de 1967) va ser un ciclista estatunidenc, que fou professional entre 1992 i el 2005.

## Palmarès
- 1991
  - Vencedor d'una etapa a la Killington Stage Race
- 1993
  - Vencedor d'una etapa al Fitchburg Longsjo Classic
- 1994
  - Vencedor d'una etapa al Cascade Cycling Classic
  - Vencedor d'una etapa al Tour of Willamette
- 1996
  - Vencedor de 2 etapes a la Killington Stage Race
  - Vencedor d'una etapa a la Rutes d'Amèrica
- 1997
  - Vencedor d'una etapa al Cascade Cycling Classic

### Resultats a la Volta a Espanya
- 1997. 72è de la classificació general